# Lena Nitz
Lena Linusdotter Nitz , född  4 juli 1967 i Hässelby, Stockholm, är en svensk jurist och polis, mellan 2010 och 2022 ordförande för det fackliga yrkesförbundet Polisförbundet. Hon är förbundets första kvinnliga ordförande sedan dess bildande 1903.
Hösten 2014 blev hon omvald för ytterligare en fyraårsperiod och kom därmed att bli den ordförande som fick vara med om den stora omorganisationen av polisen. Den nya myndigheten sjösattes den 1 januari 2015. Lena Nitz och Polisförbundet försökte bromsa takten med vilken förändringarna genomfördes eftersom man ansåg att det gick för fort. För detta fick man inget gehör hos Polismyndighetens ledning men när omorganisationen senare granskades av Statskontoret fick Polisförbundet rätt i sin kritik.
Hösten 2018 på Polisförbundets kongress i Örebro valdes Lena Nitz för tredje gången till förbundsordförande, för ytterligare en fyraårsperiod. 
Inför sin sista kongress som Polisförbundets ordförande i september 2022 svarade Lena Nitz i en intervju på frågan om vilka som varit hennes höjdpunkter under de tolv åren som ordförande. Hon svarade då: 
"Jag skulle vilja säga att höjdpunkterna är de historiska beslut som har tagits av riksdagen när det gäller den tillväxt av fler poliser som vi ser nu och inte minst besluten om att uppvärdera polisyrket genom öronmärkta pengar för höjda löner".
Lena Nitz utbildade sig först vid juristlinjen vid Stockholms universitet (1986–1991) innan hon kom in på polishögskolan (1993-1996). Lena Nitz jobbade som närpolis inom Västerortspolisen (1996-1999) för att sedan jobba som brottsutredare (1994–2004). Under perioden 2001–2004 var hon dessutom jämställdhetshandläggare.  
Det fackliga engagemanget tog fart 1997 då Lena Nitz blev förtroendevald för Polisförbundet. 
2004 började hon att arbeta som ombudsman på Polisförbundet med bland annat arbetsrättsliga frågor och Polisförbundets rättshjälp.
Lena Nitz är idrottsintresserad och har bland annat suttit i styrelsen för Stockholms Fotbollförbund. Hon är ledamot i Riksidrottsnämnden (RIN), idrottens egen ”högsta domstol”. g
I en intervju i Polistidningen i oktober 2017 beskriver sig Lena Nitz med orden: ”Jag är sådan att om vi förlorat en match är mitt fokus att vinna nästa”. 
Under Lena Nitz tid som ordförande för Polisförbundet instiftade förbundet "Polisens dag". Tidigare var detta något som anordnats då och då runt om i landet genom att poliser exempelvis ställt upp fordon och gjort sig extra tillgängliga för allmänheten. I och med att Polisförbundet gjorde dagen till sin beslutades att den alltid ska infalla den sista torsdagen i augusti. Det första firanden skedde 2018. Syftet med dagen är att lyfta polisers arbete och betydelsen det har för tryggheten och demokratin. Under de första årens firanden fick Lena Nitz och Polisförbundet mycket uppmärksamhet för att man bjöd sina medlemmar på munkar denna dag.   